# Poncjan (imię)
Poncjan – imię męskie pochodzące od rzymskiej nazwy rodowej, prawdopodobnie wywodzącej się od nazwy starożytnej krainy Pont w Azji Mniejszej. Z kolei jej nazwa być może pochodziła od greckiego słowa  ποντος (pontos) - "morze". Wśród patronów tego imienia - św. Poncjan, papież i inni święci.
Poncjan imieniny obchodzi 19 stycznia, 13 sierpnia, 25 sierpnia i 11 grudnia.